# Euxoa pseuobscurior
Euxoa pseuobscurior är en fjärilsart som beskrevs av Heydemann 1938. Euxoa pseuobscurior ingår i släktet Euxoa och familjen nattflyn. Inga underarter finns listade i Catalogue of Life.